# روبرت ستيوارت (سياسي أسترالي)
روبرت ستيوارت (بالإنجليزية: Robert Muter Stewart)‏ هو سياسي أسترالي، ولد في 1831 في غلاسكو في المملكة المتحدة، وتوفي في 17 سبتمبر 1908 في المملكة المتحدة. انتخب عضو المجلس التشريعي ولاية كوينزلاند عن دائرة Electoral district of Brisbane City ‏ (14 نوفمبر 1873 – 1 فبراير 1878).